# Johann Franz (senior)
Johann Franz senior (ur. 1863 w Nowej Leśnej, zm. 18 lipca 1939 w Tatrach) – jeden z najbardziej znanych spiskoniemieckich przewodników tatrzańskich, ojciec Johanna Franza juniora, również przewodnika.
Był chłopem małorolnym pochodzącym ze spiskiej wsi Nowa Leśna. Wspinaczkę wysokogórską rozpoczął w wieku 17 lat. Od 1896 był przewodnikiem I klasy. Okres jego największych osiągnięć wspinaczkowych przypada na lata 1900–1907. Przewodził w licznych wyprawach z taternikami takimi jak Károly Jordán, Ernst Dubke czy Alfred Martin. Działał w zawodzie przewodnika aż do śmierci, przez 50 lat.
Johann Franz zginął na Pośredniej Grani w wieku 76 lat wskutek poślizgnięcia podczas schodzenia ze szczytu z klientem podczas burzy gradowej. Został pochowany w Nowej Leśnej. Upamiętniono go tablicą pamiątkową na Tatrzańskim Cmentarzu Symbolicznym. Jego imieniem nazwano w językach niemieckim i węgierskim Drąga (Franzturm, Franz-torony) oraz Zębatą Szczerbinę (Franzscharte, Franz-rés).

## Wybrane osiągnięcia wspinaczkowe
- Pierwsze wejścia: Kozia Strażnica (1903), Igła w Osterwie, Siarkan, Ciężki Szczyt (1904), Mała Kończysta (1905), Papirusowe Turnie, Szarpane Turnie, Ważecka Turnia, Sępia Turnia (1907),
- Pierwsze wejścia zimowe: Wysoka (1903), Gerlach (1905), Staroleśny Szczyt (1906).